# Isabel Perón
María Estela „Isabel” Martínez de Perón (ur. 4 lutego 1931 w La Rioja) – pierwsza kobieta na stanowisku prezydenta, prezydent Argentyny w latach 1974–1976, trzecia żona Juana Peróna, wiceprezydent u boku swego męża.

## Życiorys
Isabel urodziła się jako Maria Estela Martinez. W młodości była tancerką w nocnym klubie. Wtedy też przyjęła imię Isabel. W 1955 roku poznała Juana Peróna. Była osobistą sekretarką generała. W 1961 roku wyszła za Peróna za mąż. Po objęciu prezydentury przez męża w 1973 roku została wiceprezydentem. Juan zmarł kilka miesięcy po ponownym objęciu władzy. 1 lipca 1974 roku została prezydentem. Isabel Perón była pierwszą kobietą-prezydentem w dziejach świata.
W chwili objęcia władzy w kraju panowała inflacja, bezrobocie i przemoc polityczna. Receptą na kryzys zastosowaną przez Isabel Perón był dodruk pieniędzy na spłatę długów zagranicznych i wprowadzenie stanu wyjątkowego. Sytuacji nie polepszyła afera, jaka wybuchła wokół ministra José López Regi. Minister został zmuszony do rezygnacji po ujawnieniu jego związków z terrorystami (Triple A). Umiarkowani oficerowie bezskutecznie nakłaniali prezydent do rezygnacji. Kryzys pogłębiał się. 24 marca 1976 roku obalona została przez wojsko w zamachu stanu. Przebywała w areszcie 5 lat. W 1981 roku została skazana za korupcję. Jeszcze w tym samym roku została zwolniona z więzienia. Udała się na wygnanie do Hiszpanii. W 2007 roku sąd argentyński wydał nakaz jej aresztowania. Było to związane z łamaniem praw człowieka przez jej reżim.